# Ctenopelma brevicorne
Ctenopelma brevicorne är en stekelart som beskrevs av Kuzin 1950. Ctenopelma brevicorne ingår i släktet Ctenopelma och familjen brokparasitsteklar. Inga underarter finns listade i Catalogue of Life.